# Suore della misericordia di Billom
Le Suore della Misericordia di Billom (in francese Sœurs de la Miséricorde de Billom) sono un istituto religioso femminile di diritto pontificio.

## Storia
Prima di perire dei massacri di settembre del 1792 il sacerdote Michel-François de LaGardette aveva ventilato il progetto di fondare a Billom, il suo paese di origine, un istituto educativo.
Dopo la Rivoluzione don Chambige, parroco della chiesa di Saint-Saturnin-de-Chauffour a Billom, diede forma al progetto raggruppando una comunità di giovani donne per l'insegnamento del catechismo e la visita dei malati a domicilio; l'opera fu continuata anche dal successore di Chambige, don Mestre.
In principio la comunità era costituita da semplici laiche secolari, ma il 31 ottobre 1806 sei donne del sodalizio (Marie-Claudine Groisne, Françoise Richard, Monique de Laboulaye, Françoise Pataud, Marie Forestier e Marie-Josephine Forestier) presero a condurre vita comune dando inizio alla congregazione.
La giovane famiglia religiosa godette del sostegno dell'avvocato Jean-Baptiste de LaGardette, fratello di Michel-François, e fu approvata da Charles DuValk de Dampierre, vescovo di Clermont.
Nel 1822 le suore di Billom adottarono un abito religioso con un caratteristico copricapo costituito da cornetta bianca (come le figlie della Carità), simbolo di vita attiva, e velo nero, per significare la vita contemplativa. Le dame di Billom iniziarono a emettere i soli voti di castità e obbedienza nel 1835 e nel 1844 aggiunsero quello di povertà; i voti divennero perpetui nel 1893.
L'istituto ottenne il pontificio decreto di lode e l'approvazione delle costituzioni il 2 luglio 1913.

## Attività e diffusione
Le suore prestano servizio in opere ospedaliere e scolastiche.
Le case della congregazione erano sparse tra Francia, Paesi Bassi e Gabon; la sede generalizia è a Clermont-Ferrand.
Alla fine del 2008 la congregazione contava 20 suore in 5 case.